# Орехово (Западнодвинский район)
Орехово — деревня в Западнодвинском районе Тверской области России. Входит в состав Ильинского сельского поселения.

## География
Деревня расположена в южной части района. Северная часть примыкает к деревне Астратово.
Расстояния (по автодорогам):
- До районного центра, города Западная Двина — 69 км
- До центра сельского поселения, посёлка Ильино — 19 км

## История
Деревня впервые упоминается под названием Орехова на топографической карте Фёдора Шуберта, изданной в 1865 году.
На карте РККА, изданной в 1941 году обозначена деревня Орехово. Имела 21 двор.
До 2005 года деревня входила в состав упразднённого в настоящее время Аксентьевского сельского округа, с 2005 — в составе Ильинского сельского поселения.

## Население
| 2010 |
| ---- |
| 5    |

В 2002 году население деревни составляло 12 человек.
Национальный состав
Согласно результатам переписи 2002 года, в национальной структуре населения русские составляли 100 % от жителей.